# III ала римских граждан астуров
III ала римских граждан астуров (лат. Ala III Asturum civium romanorum) — вспомогательное подразделение армии Древнего Рима.
Данное подразделение было набрано из испанского народа астуров в период после 70 года. Ала дислоцировалась в провинции Мавретания Тингитанская. Её лагерь располагался в крепости Тамусида. Подразделение упоминается в ряде военных дипломов и надписей от 75, 88, 100, 108, 118, 122, 131, 136, 137 и 160 годов. Ала имеет название «civium Romanorum». Этим почетным титулом император обычно награждал воинские подразделения за проявленную доблесть. Награда включала в себя предоставление римского гражданства всем бойцам когорты, но не для последующих новобранцев. Подразделение, однако, сохраняет престижный титул на неограниченный срок.